# هارولد غونزالفز
هارولد غونزالفز (بالإنجليزية: Harold Gonsalves)‏ هو عسكري أمريكي، ولد في 28 يناير 1926 في ألاميدا في الولايات المتحدة، وتوفي في 28 يناير 1945 في أوكيناوا في اليابان.